# Danmarks Frihedsråd
Frihedsrådet, officielt Danmarks Frihedsråd, blev dannet af Erling Foss, Mogens Fog, Frode Jakobsen og Volmer Gyth i begyndelsen af september 1943. I "Besættelsestidens Fakta" afsnit C anføres desuden Børge Houmann, Arne Noe-Nygaard, Aage Schoch og Flemming B. Muus som værende med i dannelsen.
Danmarks Frihedsråd var det nærmeste, Danmark kom til en alternativ regering under besættelsen under 2. verdenskrig.
Målet var at koordinere de forskellige modstandsgruppers arbejde mod den tyske besættelse. Rådet holdt
normalt ugentlige møder på forskellige adresser i København, og det nedsatte en række underudvalg til at tage sig af områder som
- Våbenfordeling, der især vedrørte fordeling af de våben, som allierede flyvemaskiner nedkastede til modstandsbevægelsen.
- Illegal presse.
- Udarbejdelse af lovforslag til et retsopgør efter krigens afslutning.
- Kontakt med politikerne på Christiansborg.

Frihedsrådet udsendte en række proklamationer. De er alle være med i "Besættelsestidens Fakta" s.225-282.
Frihedsrådet opløstes i juli 1945 og erstattedes af Frihedsbevægelsens Samråd, som fungerede til oktober 1946.

## Medlemmer
- Mogens Fog – læge, medstifter af Frit Danmark
- Erling Foss – civilingeniør
- Volmer Gyth - kaptajn i hæren
- Børge Houmann – DKP, forretningsfører for det kommunistiske Arbejderbladet
- Frode Jakobsen – cand.mag., Ringen
- Aage Schoch – chefredaktør ved Nationaltidende
- Arne Sørensen – grundlægger af Dansk Samling
- Arne Noe-Nygaard – professor i geologi, medlem september-december 1943
- Flemming B. Muus – faldskærmschef, De Frie Danske, medlem fra september 1943
- Ole Chievitz – læge, medlem fra marts 1944
- Hans Øllgaard – biskop, medlem fra 1944
- C.A. Bodelsen – professor i engelsk, medlem fra december 1944
- Alfred Jensen – DKP, kommunistisk folketingsmedlem, medlem fra januar 1945
- Ole Lippmann – repræsentant for SOE, medlem fra 1945
- Niels Banke – nationaløkonom, Dansk Samling, medlem fra 1945
- Erik Husfeldt – læge, Ringen, medlem fra 1945

### Repræsentation i udlandet
- Ebbe Munck, Stockholm
- Erling Foss, Sverige (fra beg. af 1944).
- John Christmas Møller, London
- Thomas Døssing, Moskva

## Sabotageudvalg
I starten blev kontakten til/koordinationen af sabotagedelen varetaget af Børge Houmann og den engelske forbindelsesofficer (det meste af tiden captain Ole Geisler). Efter sabotagens voldsomt øgede omfang i 1944 kom området under et særligt udvalg med en repræsentant for BOPA (Svend Wagner/General Johansen), en for Holger Danske (prokurist Villadsen) og Ole Geisler.
Blandt kilderne til udpegning af sabotagemål var Nationalbankens clearingskonto. Udvalget kunne bidrage med forslag til sabotagens udførelse, men de enkelte organisationer stod suverænt for udførelsen og udvalget kendte ikke sabotageorganisationernes enkelte grupper endsige personer. Udvalget krævede grundig rapportering om hver enkelt aktion. Disse rapporter blev også brugt i England til træning af sabotageinstruktører.

## M-udvalg
Fra November 1943 stillede hærens og flådens illegale Stabe sig under Frihedsrådets Ledelse. I Januar 1944 nedsattes M-Udvalget med den opgave at organisere væbnede styrker til brug ved eventuelle Krigshandlinger på dansk jord. Fra starten indgik Stig Jensen (Forbindelsesled til „Faldskærmsagenterne" Special Forces), Kaptajn Aa. Højland Christensen (Hæren), Orlogskaptajn Erik Rasmussen (Flåden), Jørgen Staffeldt (Dansk Samling) og Svend Wagner (DKP); senere kom Ole Geisler (Special Forces) og Mogens Fog også med. 

## Modstandsorganisationer
- Churchill-klubben
- Frit Danmark
- Dansk Samling
- Den Danske Brigade
- Ringen
- BOPA
- De Frie Danske
- Danmarks Kommunistiske Parti
- Holger Danske
- Hvidstengruppen